# Екзит (фестивал)
Exit е ежегоден летен музикален фестивал, който се провежда в Петроварадинската крепост край град Нови сад, Сърбия. Крепостта е от ХVІІІ век, разположена е на река Дунав.
Първото издание на фестивала е през 2000 г., като от 2003 г. насам фестивалът продължава по 4 дни. През юли 2021 г. фестивалът отбелязва своето 20-то издание.
Фестивалът набира все по-голяма популярност и привлича все повече посетители всяка година. Основните музикални стилове на фестивала са рок, метъл, хип-хоп и пънк. Участниците във фестивала често обсъждат социални теми и въпроси.